# Prefectura de Kavala
La prefectura de Kavala (en griego Νομός Καβάλας Nomos Kavalas) era una prefectura de Grecia ubicada al este de Macedonia. El 1 de enero de 2011, con la nueva división administrativa de Grecia se dividió en dos unidades periféricas: Kavala y Tasos. Kavala era la capital de la prefectura. Al este se encuentra el río Nestos. El punto más alto es el cerro Pangaion que se encuentra a 1.957 m. El segundo punto se ubica en la isla de Tasos.

## Geografía
Las montañas son los cerros de Pangaion al oeste y las montañas de Ypsario en Tasos. El norte de la prefectura, en especial en Karantere está vacía y sin población. Las prefecturas colindantes son Serrai al oeste, Drama al norte y Xanthi al este. Hay tierras cultivables a lo largo de la línea costera en el norte, el este y alrededor de la isla de Tasos.

## Clima
Las áreas que poseen un clima mediterráneo son principalmente el sur, norte y el este, así como la isla de Tasos. Su clima es principalmente continental con inviernos fríos en las grandes elevaciones.